# パオロ・ジョルダーノ

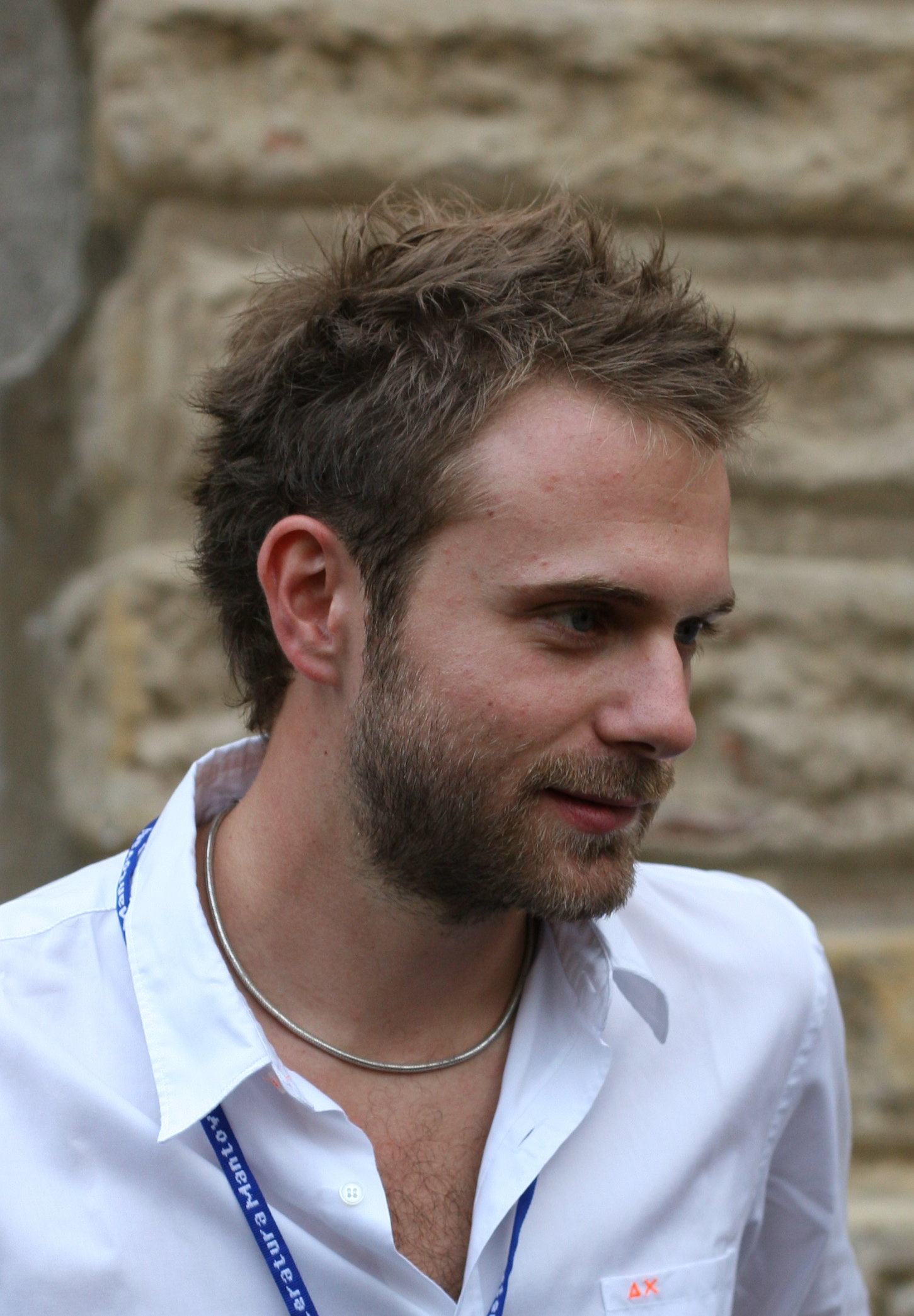
パオロ・ジョルダーノ（2008年）

パオロ・ジョルダーノ（伊: Paolo Giordano、1982年12月19日 - ）は、イタリアの作家。トリノ生まれ。

## 人物・来歴
トリノ大学で物理学を学び、素粒子物理学のPh.Dを取得。その関連で仕事をしていた。
処女作の『素数たちの孤独』(La solitudine dei numeri primi) が2008年のストレーガ賞 (Premio Strega) 受賞。2008年から2009年の春にかけてヨーロッパでベストセラーになり、イタリア国内だけでも120万部以上を発刊。30ヶ国以上で翻訳され、世界中で読まれている。
2010年に『素数たちの孤独』がイタリアで映画化され、日本では第23回東京国際映画祭で上映された。

## 著作
『素数たちの孤独』早川書房 ISBN 978-4152090539
幼い頃に大きな事故にあった少女と、双子の妹と離れ離れになった少年。過去のトラウマから、それぞれ自傷と拒食症になっていた。二人は知り合い、特別な親しい関係になるが、そこに恋愛感情はなかった。それぞれの人生の交差に待ち受けるものとは、あるいはそこには何もないのか。
『兵士たちの肉体』早川書房 ISBN 978-4152094063
アフガニスタンに派兵されたイタリアの若者たちの孤独、性、葛藤を瑞々しい筆致で描きながら、現代の矛盾に鋭く迫る二十一世紀の戦争小説。
『コロナの時代の僕ら』早川書房 ISBN 978-4152099457
2020年2月下旬から3月下旬、イタリアでコロナウイルスの感染が広がり、死者が急激に増えていく中で書かれたエッセイ。早川書房のサイトで期間限定先行公開された。
『タスマニア』早川書房 ISBN 978-4152102980
イタリア人作家である主人公「僕」の姿を描くオートフィクション。